# A Nod Is As Good As a Wink... to a Blind Horse
Albums de Faces
Long Player
(1971) Ooh La La
(1973)
Singles
1. Stay with Me
Sortie : décembre 1971

A Nod Is As Good As a Wink... to a Blind Horse est le troisième album de Faces, sorti en 1971.
Il inclut notamment la chanson Stay with Me, no 6 des ventes au Royaume-Uni et no 17 aux États-Unis.

## Titres
| 1. | Miss Judy's Farm   | Rod Stewart, Ronnie Wood              | 3:42 |
| 2. | You're So Rude     | Ronnie Lane, Ian McLagan              | 3:46 |
| 3. | Love Lives Here    | Ronnie Lane, Rod Stewart, Ronnie Wood | 3:09 |
| 4. | Last Orders Please | Ronnie Lane                           | 2:38 |
| 5. | Stay with Me       | Rod Stewart, Ronnie Wood              | 4:42 |

| 6. | Debris              | Ronnie Lane              | 4:39 |
| 7. | Memphis, Tennessee  | Chuck Berry              | 5:31 |
| 8. | Too Bad             | Rod Stewart, Ronnie Wood | 3:16 |
| 9. | That's All You Need | Rod Stewart, Ronnie Wood | 5:05 |

## Musiciens
- Faces :
  - Rod Stewart : chant, harmonica
  - Ronnie Lane : basse, guitare acoustique, percussions, chœurs, chant sur You're So Rude, Last Orders Please et Debris
  - Ronnie Wood : guitare solo, guitare slide, guitare acoustique, guitare pedal steel, harmonica, chœurs
  - Ian McLagan : piano, orgue, chœurs
  - Kenney Jones : batterie, percussions

- Avec :
  - Harry Fowler : steel drum sur That's All You Need